# Maasplanggstock
Maasplanggstock – szczyt w Alpach Berneńskich, części Alp Zachodnich. Leży w Szwajcarii na granicy kantonów Uri i Berno. Należy do pasma Alp Urneńskich. Można go zdobyć ze schroniska Chelenalphütte (2350 m) lub Trifthütte (2520 m). 